# ديمة باصرة (دوعن)
'

تعديل مصدري - تعديل

ديمة باصرة هي إحدى قرى عزلة صيف بمديرية دوعن التابعة لمحافظة حضرموت، بلغ تعداد سكانها 40 نسمة حسب تعداد اليمن لعام 2004.